# Xylonymus versteeghii
Xylonymus versteeghii es la única especie del género monotípico Xylonymus,  perteneciente a la familia de las celastráceas. Es  originaria de  Indonesia.

## Taxonomía
Xylonymus versteeghii fue descrita por   Cornelis Kalkman y publicado en Flora Malesiana : Series I : Spermatophyta 6: 245. 1963.